# 大阪市立田中小学校
大阪市立田中小学校（おおさかしりつ たなかしょうがっこう）は、大阪府大阪市港区にある公立小学校。

## 沿革
現在の港区は大正時代以降工業地帯化したことに伴って地域人口が急増し、小学校も相次いで開校した。現在の校区付近の地域には昭和戦前期まで、現在の夕凪2丁目に同名の田中尋常小学校、現在の石田2丁目に石田尋常小学校、また当時の湊屋町に湊屋尋常小学校（いずれも1941年国民学校に改称）がそれぞれ設置されていた。
しかし太平洋戦争の戦災で地域が壊滅的な被害を受け、終戦直後には戦前比で9割以上の人口減となっていた。田中・石田・湊屋の各校も1945年6月1日の第二次大阪大空襲で校舎を焼失した。
大阪市では終戦直後、戦災で校舎や校区に大きな被害を受けた国民学校を休校・廃校として近隣校に統合する方針をとった。港区では戦前20校あった国民学校を磯路・本市岡（現・市岡）・三先の3校に整理統合した。これに伴い田中・石田・湊屋など合計10校が磯路国民学校（1947年大阪市立磯路小学校）に統合された。
地域の復興により、港区湊屋町2丁目1番地・旧湊屋小学校跡地に1948年5月1日、磯路小学校湊屋分校が設置された。この湊屋分校が、現在の田中小学校の直接的なルーツとなる。
湊屋分校は1948年10月20日、大阪市立菊水小学校として独立開校した。旧湊屋小学校の再開ではなく新設開校の形をとっている。当時の校名・菊水の名称の由来ははっきりしないが、かつて地域にあった高等科単独の国民学校・菊水国民学校からとった、学校近辺が楠木正成が出航した地だったという伝承からとったなど、複数の説が考えられている。
開校翌年の1949年には、戦災で三先小学校に統合され休校となっていた旧八幡屋国民学校敷地に、菊水小学校の分校を設置した。分校は1950年、大阪市立八幡屋小学校として正式に再開している。
1950年代になると安治川の内港化工事の計画が持ち上がり、菊水小学校敷地を含む湊屋町の一帯は海底に沈むことになった。そのため1953年に現在地に移転した。
移転の際に移転先の地名を取り、大阪市立田中小学校に改称している。

### 年表
- 1948年5月1日 - 大阪市立磯路小学校湊屋分校を設置。
- 1948年10月20日 - 湊屋分校が独立校となり、大阪市立菊水小学校として創立。
- 1949年4月1日 - 旧八幡屋国民学校敷地に分校を設置。
- 1950年4月1日 - 分校が大阪市立八幡屋小学校として独立開校。
- 1953年4月1日 - 現在地に移転、大阪市立田中小学校に改称。
- 1956年1月10日　校歌・校章制定。
- 1999年9月1日　パソコン教室完成。

## 通学区域
- 大阪市港区 石田2丁目-3丁目、田中1丁目-3丁目、夕凪1丁目-2丁目。

卒業生は大阪市立港南中学校に進学する。

## 出身者
- 坂田利夫 - 漫才師、お笑いタレント。
- 松木平優太 - (中日ドラゴンズ)、プロ野球選手

## 交通
- 地下鉄中央線 朝潮橋駅 北西へ約300m。